# Décès en 1279
Décès
- 1275
- 1276
- 1277
- 1278
- 1279
- 1280
- 1281
- 1282
- 1283

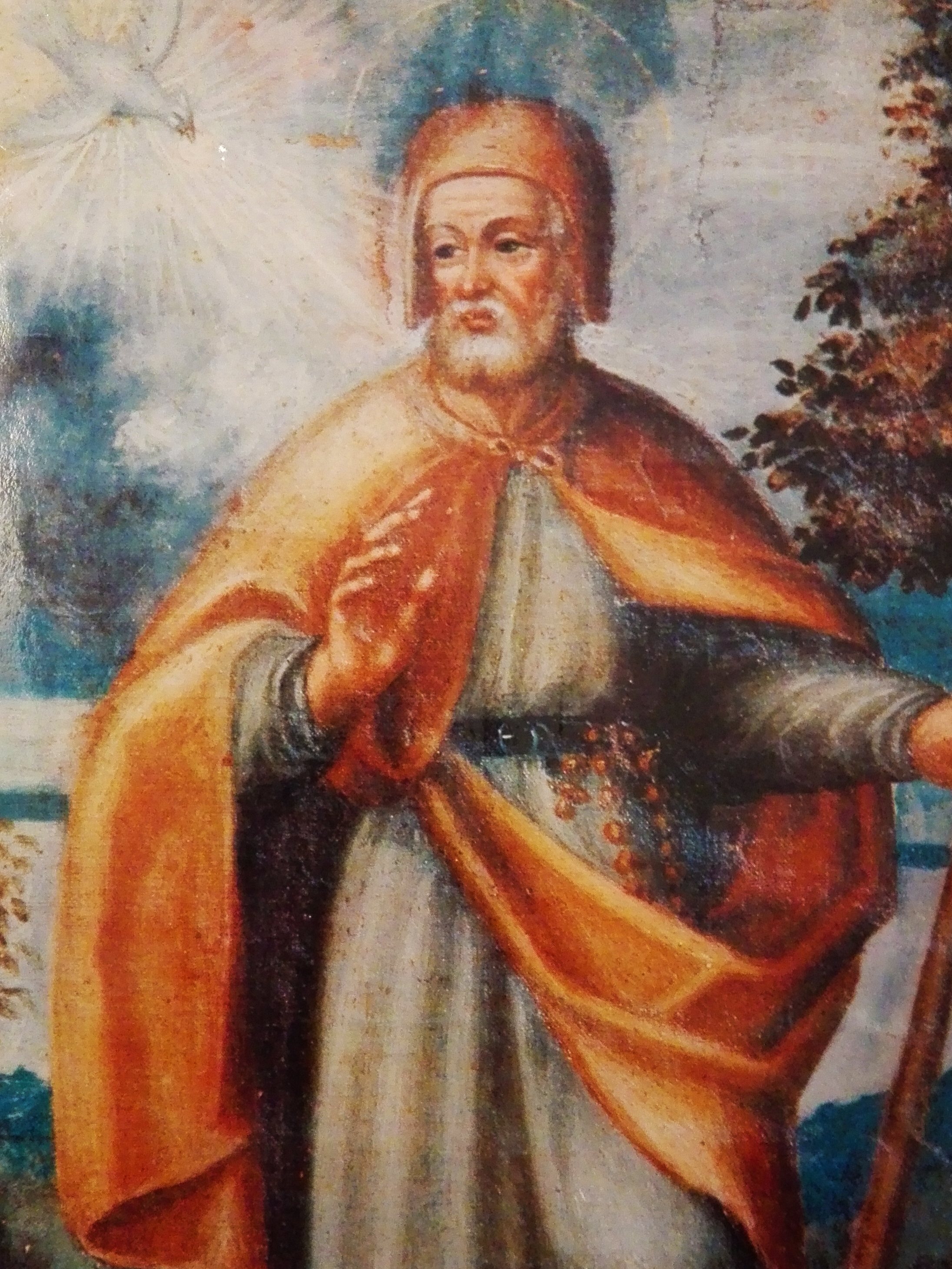
Albert de Villa d'Ogna, mort en 1279.

Cette page dresse une liste de personnalités mortes au cours de l'année 1279 :
- 16 février Alphonse III de Portugal, roi de Portugal.
- 8 mars : Alix de Méranie, comtesse de Bourgogne.
- 16 mars : Jeanne de Dammartin, comtesse d'Aumale et comtesse de Ponthieu.
- 19 mars : 
  - Nicolas Famigot, bénédictin français, vingt-quatrième abbé du Mont Saint-Michel.
  - Song Bing, dernier empereur de la dynastie Song.
- 13 ou 14 avril : Boleslas le Pieux, duc de Grande-Pologne, duc d’Inowrocław avec Lech II le Noir[1].
- 29 juin : Jean Ier de Blois-Châtillon, comte de Blois, puis de Dunois et de Chartres, seigneur d'Avesnes et de Guise.
- 22 juillet : Philippe de Carinthie, archevêque de Salzbourg et Patriarche d'Aquilée, il porte le titre de comte de Lebenau et est nominalement duc de Carinthie.
- 15 août : Albert Ier de Brunswick, dit « le Grand » (der Große), duc de Brunswick et Lunebourg puis prince de Brunswick.
- 3 septembre : Étienne Tempier, ou Stéphane d'Orléans, chancelier de l'École cathédrale de Paris puis évêque de Paris.
- 11 septembre : Robert Kilwardby, archevêque de Cantorbéry en Angleterre, cardinal, philosophe et théologien dominicain.
- 18 septembre : Ulrich II de Wurtemberg[2], comte de Wurtemberg et comte d'Urach.
- 14 octobre : Waléran IV de Limbourg, duc de Limbourg.
- 7 décembre : Boleslas V le Pudique, duc de Sandomierz, de Petite-Pologne, Princeps de Pologne.
- 18 décembre : Olivier Ier de Machecoul,chevalier, noble, d'ascendance capétienne de la maison de Dreux, seigneur de Machecoul, de Saint-Philbert-de-Grand-Lieu, de Bourgneuf, de Montaigu et de La Garnache, et seigneur de La Bénate et du Coutumier.
- 23 décembre : Martin d'Opava, archevêque de Gniezno.

- Po-khun Ban Muang, roi de Thaïlande.
- Robert de Courtenay, évêque d'Orléans.
- Robert de Ferrières, baron anglais, 6e comte de Derby.
- Renaud de Vaudémont, comte de Vaudémont et d'Ariano.
- Albert de Villa d'Ogna, tertiaire laïc dominicain italien proclamé bienheureux.
- Teobaldo di Ceccano, cardinal italien.
- As-Saïd Nâsir ad-Dîn Baraka Khan ben Baybars, sultan mamelouk d'Égypte.
- Sayyid Ajjal Shams al-Din Omar, premier gouverneur du Yunnan, nommé représentant provincial de la dynastie mongole des Yuan.
- Lu Xiufu, homme politique et un commandant militaire durant les dernières années de la Dynastie Song en Chine.
- Li Ye, mathématicien chinois.

date incertaine (vers 1279)
- Jean de Mortagne, châtelain de Tournai, seigneur de Mortagne.

## Crédit d'auteurs
- Cet article est partiellement ou en totalité issu de l'article intitulé « 1279 » (voir la liste des auteurs).